# Eudoxe de Cnide
Pour les articles homonymes, voir Eudoxe.
Eudoxe de Cnide, en grec ancien Εὔδοξος ὁ Κνίδιος (408 av. J.-C.–355 av. J.-C.), est un astronome, géomètre, médecin et philosophe grec. Contemporain de Platon, il tenta le premier de formuler une théorie sur le mouvement des planètes. Ses travaux sont connus d’Archimède. 

## Biographie
Né à Cnide, en Carie (Asie Mineure) dans une famille fort pauvre, il apprend la géométrie auprès du pythagoricien Archytas (vers 390 av. J.-C.) et la médecine auprès de Philistion de Sicile. À 23 ans, il se rend à Athènes, peut-être chez les cyrénaïques, dont il partageait les idées morales. Eudoxe voyage peut-être en Perse, à l'époque du règne du roi de Sparte Agésilas II (400 à 360 av. J.-C.). Il séjourne ensuite plus d'un an en Égypte — peut-être en compagnie de Platon vers 392, puis à Halicarnasse, auprès de Mausole (satrape de Carie de 377 à 353 av. J.-C.). Vers 370, il retourne à Athènes, comme disciple ou assistant de Platon à l'Académie. Par sa fréquentation des mages et sa proximité avec Platon, divers commentateurs (Werner Jaeger, R. Reitzenstein) estiment qu'il a favorisé chez Platon un certain dualisme. Au début de 367 av. J.-C., Platon laisse son école à Eudoxe lors de son deuxième voyage en Sicile, au moment où Aristote entre dans l’Académie ; au retour de son maître, Eudoxe fonde une école qui concurrence Platon à Cnide (vers 360 av. J.-C.). J. Mittelstrass suppose qu'Eudoxe a élaboré son système astronomique entre le Timée et Les Lois de Platon, donc entre 358 et 347, de sorte qu'il a pu convaincre Platon de « sauver les apparences » célestes grâce aux mouvements circulaires,,. Si l’on adopte les dates traditionnelles de sa naissance et de sa mort, il serait mort à 53 ans.
Eudoxe composa plusieurs ouvrages dont aucun ne nous est parvenu. Cependant son traité sur Les Phénomènes se retrouve presque tout entier dans le poème d'Aratos,.

## Philosophie
Aristote dit que les arguments d'Eudoxe en faveur des plaisirs étaient moins crédibles par eux-mêmes que par la vertu morale de leur professeur ; Eudoxe aurait ainsi fondé l'hédonisme en affirmant l'identité du plaisir et du bien. L'historien allemand et spécialiste des religions en Grèce antique, Walter Burkert, considère cependant qu’il n'est ni vraiment pythagoricien, ni vraiment platonicien : c'est « un penseur original ».

## Astronomie
Simplicios rapporte que Platon l'aurait chargé de la problématique du mouvement des planètes. Il est principalement connu pour sa théorie dite des « sphères homocentriques ». L'ébauche de cette théorie est probablement une création de Pythagore, que Platon a reprise dans son Timée. Pour Eudoxe, les astres tournent tous autour de la Terre, qui est immobile : le Soleil, la Lune et toutes les planètes alors connues (Mercure, Vénus, Mars, Jupiter et Saturne). Les mouvements de chaque astre sont commandés par un groupe de sphères qui lui sont propres. Le nombre de sphères dépend de l'astre considéré (3 pour la Lune, autant pour le Soleil, 4 pour chacune des planètes) ; mais le principe est le même à chaque fois. Il partage avec Callippe de Cyzique et Aristote l'idée selon laquelle les saisons seraient le produit de la révolution zodiacale du Soleil, constituée par son déplacement d'est en ouest.
Chaque astre est enchâssé dans une sphère qui est centrée sur la Terre et animée d'un mouvement circulaire autour d'un de ses diamètres. Les deux extrémités de ce diamètre sont elles-mêmes fixées à une seconde sphère, également centrée sur la Terre et animée d'un mouvement circulaire autour d'un de ses diamètres (différent bien sûr du précédent). Et ainsi de suite pour la troisième sphère. Chaque sphère tourne à vitesse constante autour de son axe, mais les vitesses peuvent varier selon les sphères.
Les étoiles bougent elles aussi selon Eudoxe, puisque pour lui la Terre est immobile. Elles sont fichées dans une sphère tournant d'Est en Ouest en 24 heures autour de l'axe des pôles de la Terre. Au total « 27 sphères sont nécessaires, dont 1 pour l'ensemble des étoiles, 3 pour la Lune, 3 pour le Soleil et 4 pour chacune des 5 planètes ». Eudoxe, théoricien pur, se proposait ici seulement d'offrir un artifice de calcul, mais on attribua à ses sphères une existence matérielle et cette interprétation se transmit jusqu'à l'époque de Copernic. 
Ce système permet à Eudoxe de modéliser (au moins qualitativement) le mouvement de rétrogradation des planètes ; ce que Platon, se cantonnant à deux sphères par astre, ne savait pas faire. Il sera enrichi plus tard par Calippe et Aristote (qui en conservent scrupuleusement le principe tout en augmentant le nombre de sphères de chaque planète). Mais il contient un vice de conception qu'aucun de ses avatars ne peut corriger : il place chaque planète à une distance fixe de la Terre, or — il semble qu'on s'en soit aperçu du vivant même d'Eudoxe — la différence de luminosité de certaines planètes (Mars notamment) ne peut s'expliquer que si elles s'éloignent et se rapprochent au cours du temps, de même l'inégalité des saisons. Les modèles à base de cercles excentriques ou d'épicycles, celui d'Hipparque (IIe siècle av. J.-C.) et surtout de Ptolémée (IIe siècle ap. J.-C.), qui ne souffrent pas de ces défauts, rendront caduc celui d'Eudoxe - dont l'ingéniosité et l'adoption par Aristote lui vaudront cependant de conserver longtemps des adeptes dans la science arabe puis scolastique.
Eudoxe fut le premier à calculer la période de révolution de la Terre. Il l'évalua à 365 jours 1/4. Ce résultat, très proche de la valeur connue de nos jours, a été amélioré par Clavius à la demande de Grégoire XIII pour la création du calendrier grégorien. Cependant, en raison des erreurs de sa théorie, il s'est trompé sur la distance de la Terre au Soleil et sur la dimension de cet astre dont il évalua le diamètre à neuf fois celui de la Lune.
Il inventa un nouveau cadran solaire (l'araignée) qui pour certains désigne l'astrolabe plan. 
Il a conçu un simulateur planétaire afin de reproduire les trajectoires apparentes des planètes observées depuis la Terre
Le premier en Grèce, Eudoxe a institué une correspondance entre les douze signes zodiacaux et les douze mois attiques, depuis le Bélier, à l'équinoxe de printemps (élaphèbolion = mars), jusqu'aux Poissons (anthestérion = février). D'autre part, ce même Eudoxe a institué une correspondance entre ces mois et les douze Dieux de la religion officielle. Dès lors, chaque mois se trouvait bénéficier d'une double tutelle : il était sous la présidence d'un signe zodiacal et il était sous la protection de l'un des grands dieux. Eudoxe a emprunté ces doctrines à la Chaldée). Bélier = Athéna, Taureau = Aphrodite, Gémeaux = Apollon, Cancer = Hermès, Lion = Zeus, Vierge = Déméter, Balance = Héphaistos, Scorpion = Arès, Sagittaire = Artémis, Capricorne = Hestia, Verseau = Héra, Poissons = Poséidon.
On doit à Eudoxe le grand effort de recherche méthodologique et scientifique des astronomes de l'Antiquité pour « sauver les apparences » (sôzein ta phainomena). Il s'agit d'avancer des explications qui rendent compte de ce qui apparaît dans le ciel, les mouvements des astres.
Christian Ludwig Ideler et Antoine Jean Letronne (1841) ont écrit sur les travaux d'Eudoxe.
L'Union astronomique internationale a donné son nom à deux cratères :
- Cratère lunaire Eudoxus ;
- Cratère martien Eudoxus (en).

## Mathématiques
On lui attribue la méthode d'exhaustion, qui permet de rapprocher autant que possible deux quantités inégales par épuisement de leurs différences. Il démontra plusieurs théorèmes nouveaux en géométrie et avança la théorie des sections coniques.

## Médecine
D'après Diogène Laërce, le médecin Chrysippe suivit trois cours donnés par Eudoxe sur la médecine.

## Honneur
L'astéroïde (11709) Eudoxe est nommé en son honneur.

### Sources antiques
- Aratos de Soles, Les Phénomènes (IIIe siècle av. J.-C.), trad., Paris, Les Belles Lettres, 1998, 2 t.
- Diogène Laërce, Vies, doctrines et sentences des philosophes illustres [détail des éditions] (lire en ligne) (vers 200), livre VIII, 86-91.

### Fragments
- Fragments astronomiques dans Aratos, Les Phénomènes
- Fragments mathématiques dans Archimède, dans le livre IV des Éléments d'Euclide
- Fragments traduits par Antoine-Jean Letronne, Œuvres choisies, 1883.
- Fragments traduits par F. Lasserre, Eudoxe de Cnide, Berlin, 1987.
- Eudoxe de Cnide, Témoignages et fragments, éd. bilingue, textes établis et traduits par Victor Gysembergh, Paris, Les Belles Lettres, Collection des universités de France, Série grecque - Collection Budé, 592 p., 2024  (ISBN 978-2251006628)

### Études
- Victor Gysembergh, « Une référence à la médecine de Cnide dans le débat philosophique entre Platon et Eudoxe », Revue d’histoire des sciences, vol. 126, no 2,‎ 2013, p. 615-622 (lire en ligne).
- Jean-Louis Gardies, « Eudoxe et Dedekind », Revue des Études grecques, vol. 37, no 2,‎ 1984, p. 111-125 (lire en ligne)
- Jean-Louis Gardies, L'Héritage épistémologique d'Eudoxe de Cnide: Un essai de reconstitution, Paris, Vrin, coll. Problèmes et controverses, 160 p., 2000  (ISBN 978-2711609772)
- Paul Couderc, Histoire de l'astronomie, vol. 165, Paris, Presses universitaires de France, coll. « Que sais-je ? », 1966 (réimpr. 6e éd. 1974) (1re éd. 1945), 128 p.
- Pierre Duhem, Les Sphères homocentriques d'Eudoxe dans Le Système du monde, t.I, 1913, p. 111-122.
- Michel Onfray, Les Sagesses antiques, contre-histoire de la philosophie, tome I, Grasset, 2006  (ISBN 2-246-64791-6), p.159-164.
- Paul Tannery, La Géométrie grecque, 1887.
- François Lasserre, Eudoxe de Cnide, Berlin, 1987.
- François Lasserre, La Naissance des mathématiques à l'époque de Platon, 1990, p. 179-235.
- (en) Otto Neugebauer, A History of Ancient Mathematical Astronomy, 3 vol., Berlin, Springer, 1975, p. 677-683.